# قرار مجلس الأمن التابع للأمم المتحدة رقم 1649
قرار مجلس الأمن التابع للأمم المتحدة رقم 1649، المتخذ بالإجماع في 21 كانون الأول / ديسمبر 2005، بعد الإشارة إلى جميع القرارات السابقة بشأن الحالة في جمهورية الكونغو الديمقراطية، بما في ذلك القرارات 1533 (2004) و1565 (2004) و1592 (2005) و1596 (2005) و1616 (2005) و1621 (2005) و1628 (2005)، مدد المجلس العقوبات ضد البلاد ووسعها حتى 31 يوليو 2006، وطالب المقاتلين الأجانب بنزع سلاحهم أو مواجهة عقوبات.

## القرار

### أعمال
وإذ يتصرف المجلس بموجب الفصل السابع من ميثاق الأمم المتحدة، فقد أعرب عن أسفه لأن الجماعات المسلحة في شرق الكونغو لا تزال مسلحة وطالب بنزع أسلحتها على الفور. وقرر أن التدابير الواردة في القرار 1596 (2005) المتعلقة بحظر توريد الأسلحة والعقوبات المالية والمتعلقة بالسفر تنطبق على القادة السياسيين والعسكريين للجماعات المسلحة الأجنبية العاملة في جمهورية الكونغو الديمقراطية والزعماء الذين يتلقون الدعم من خارج جمهورية الكونغو الديمقراطية. وسيتم استعراض هذه التدابير بحلول 31 تموز / يوليه 2006.
وحث القرار الحكومة الكونغولية الانتقالية على حماية المدنيين والعاملين في المجال الإنساني، وأكد مجددًا أن بعثة منظمة الأمم المتحدة في جمهورية الكونغو الديمقراطية لديها أساس قانوني لنزع سلاح الميليشيات وحماية المدنيين باستخدام «جميع الوسائل الضرورية». دعي الأمين العام كوفي عنان إلى تقديم تقرير بشأن نزع سلاح المقاتلين السابقين وإعادتهم إلى الوطن وإعادة توطينهم بحلول 15 آذار / مارس 2006.
استمر النص في حث الحكومة الانتقالية على إجراء إصلاحات في قطاع الأمن، وحث المانحين الدوليين على مواصلة تقديم المساعدة، وحث البلدان المجاورة على المساعدة في تنفيذ العقوبات المفروضة على جمهورية الكونغو الديمقراطية، ولا سيما تلك المتعلقة بنقل الأسلحة والمقاتلين الأجانب عبر الحدود.

## روابط خارجية
- نص القرار في undocs.org